# Rysk ridhäst
Den ryska ridhästen är en hästras som utvecklades i Ryssland speciellt för ridning, men som idag är ganska ovanlig. Rasen utvecklades efter den framstående ryska Orlovtravaren som är dess grund och är en utmärkt häst för ridning och även i tävlingssammanhang där de nått stora framgångar, speciellt inom dressyren. Exteriören hos den ryska ridhästen är ganska kompakt men ändå ädel och hästen är känd för att vara lättränad och arbetsvillig.

## Historia
Den ryska ridhästen utvecklades ur de Orlovtravare som greven Aleksej Grigorievitj Orlov hade avlat fram i Ryssland under slutet av 1700-talet och även ur en kortlivad snabb ridhäst som kallades Rostopchin. Rostopchinhästarna hade avlats fram av greve Rostopchin. De båda grevarna följde samma system av hästavel som var lite annorlunda i jämfört med annan rysk hästavel. Bland annat utnyttjade de två grevarna ett system på prestationsprov när hästarna fortfarande var unga, för att avgöra vilka hästar som skulle användas i aveln.
Greve Orlov använde sig mycket av arabiska fullblod i sin avel när han tog fram Orlovtravarna. Likaså gjorde greve Rostopchin. Han var inte lika rik som greve Orlov men han var en väldigt ambitiös man. Han köpte in tre arabiska hingstar vid namn Rishan, Kaimak och Kadi, som han korsade med ston av bland annat Persisk arab, Engelskt fullblod, Karabagh och Donhäst. Som unghästar utsattes de för hårda prestationsprov, främst för att testa snabbheten hos hästarna. Rostopchinhästarna nådde en del framgång inom galoppsporten, bland annat den gråskimmelfärgade hingsten Anubus, född 1842 som vann alla sina lopp och slog några av världens snabbaste engelska fullblod. 
1842 när de båda grevarna hade dött köptes de två stuterierna upp av tsaren och många Orlovtravare sparades för att fortsätta avlas men alla Rostopchinhästar försvann när man bestämde sig för att slå ihop Rostopchinhästarna med några av Orlovtravarna för att få fram en ny hästras, väl lämpad för ridning och då framförallt dressyr. 1883 flyttades Orlov-Rostopchinhästarna till det statliga Limarevostuteriet och hästarna som avlats främst inom dressyren skulle nu avlas för att passa inom militären och även som körhäst. Stuteriet satsade även på att avla hästarna utomhus och hålla hårda tester för hästarna för att de skulle bli tuffa, härdiga och sunda. 
De nya ridhästarna blev snabbt populära och köptes av uppfödare över hela Ryssland och användes bland annat för att förbättra stammarna av Donhästar som en gång ingått i utvecklingen av rasen, samt även den nya rasen, Streletskaraben. Redan 1867 fick rasen en guldmedalj under utställning för hästuppfödare i Paris. 1893 fick rasen ytterligare ett uppsving när hingsten Priyatel korades som världens bästa ridhäst under världsutställningen i Chicago och såldes sedan för häpnadsväckande 10 000 rubel, en ganska enorm summa på den här tiden. Men många av de ryska ridhästarna såldes till Europa och USA under ett felaktigt namn, kallade ryska Trakehnare.
Idag är den ryska ridhästen ganska ovanlig men de finns i hela Asien, Europa och Amerika. Idag föds rasen fortfarande upp vid de statliga stuterierna och ansträngningar görs för att bevara rasen. Det officiella namnet på rasen är ny Rysk ridhäst (eller på engelska Russian Saddle Horse) och det finns cirka 500 exemplar av rasen.   

## Egenskaper
De ryska ridhästarna är kända för sina förmågor inom dressyr då de har fina, lätta rörelser och har lätt för att samla sig och länga sig, moment som är ganska viktigt inom dressyren. Hästarna är lätta att träna och arbetsvilliga, samt ganska känsliga utan att vara oberäkneliga. 
Huvudet är finskuret men inte riktigt lika ädelt som Orlovtravarens. Kroppen är däremot ädel, men ganska kompakt. Halsen är lång och elegant och bärs ofta högt. Lederna är välformade vilket även hjälper hästarna att få fina rörelser. 